# Paul Benedict

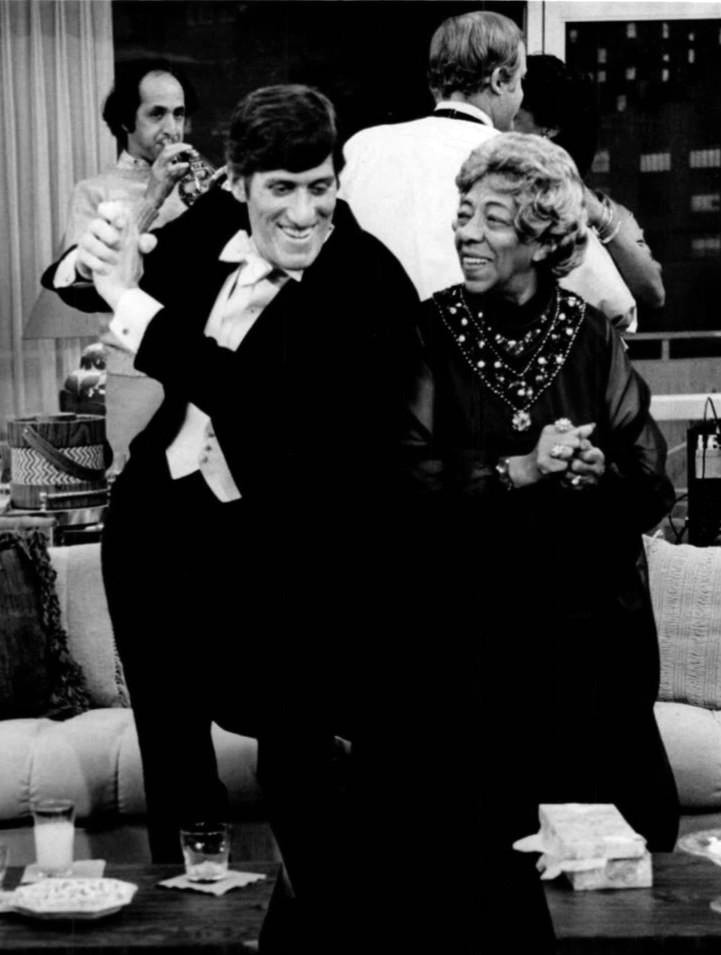
Paul Benedict en Zara Cully, The Jeffersons, 1975

Paul Benedict (Silver City, New Mexico, 17 september 1938 - Martha's Vineyard, Massachusetts, 1 december 2008) was een Amerikaans acteur. Hij is het meest bekend geworden als Harry Bentley, de Engelse buurman van the Jeffersons. Dankzij deze rol werd hij in 2005 en 2008 genomineerd voor een TV Land Award.
Verder speelde hij ook vele filmrollen, waaronder in The Goodbye Girl (met Richard Dreyfuss), This Is Spinal Tap, Cocktail en The Freshman. Gastrollen vertolkte hij onder meer in Maude, Kojak, Murder She Wrote en Seinfeld.
Ook theater was Benedict niet vreemd: in augustus 1996 speelde hij naast Al Pacino in het stuk Hughie en in april 2000 was hij te zien in The Music Man. Zijn laatste rol speelde hij in de film 'Side by Each', met onder meer ook Larry Bryggman en Blythe Danner.
Benedict overleed op 1 december 2008 op 70-jarige leeftijd, hij werd dood in zijn huis gevonden en de doodsoorzaak is nog niet bekendgemaakt.
- Bibliothèque nationale de France: cb14154715v (data)
- Gemeinsame Normdatei: 1061460460
- International Standard Name Identifier: 0000 0000 4804 0424
- Library of Congress Control Number: nr2004025658
- Nationale Bibliotheek van Israël: 987007352162405171
- SNAC: w6f550n0
- Virtual International Authority File: 10057541
- WorldCat: E39PBJpjhD9cjhrfQTPdGrckjC